# 580X CrossFire
AMD 580X CrossFire（代号為RD580）是ATI的一款晶片組，支援AMD平台。該晶元組前稱Xpress 3200，隨著AMD收購ATI，所以被易名580X CrossFire。它支援AMD64處理器，有兩條全速的PCI-E 16x，可以完全發揮CrossFire的效能。此外，對手nVidia的nForce 4 SLi X16的兩條全速PCI-E 16x各由南北橋提供，所以雙卡加速效率比單晶片提供的580X CrossFire差。
580X CrossFire的北橋支援Xpress Route技術。原理是北橋中有專用的通道，供兩條PCI-E 16x互相傳輸數據，提升CrossFire的效率。
南橋方面，ATI推出了SB600與配合。由於ULi已被nVidia收購，迫使ATI須加緊研發自家更好的南橋。最後，SB600的推出，修正了SB450硬碟效能差的問題。

## XPRESS 3200晶元組列表
- RD550 - 只支援一條PCI-E 16x和一條PCI-E 8x
- RD580 - 580X CrossFire - 能支援真正的雙PCI-E 16x，可將CrossFire效能完全發揮。由於是單晶片双PCI-E 16x，效率比nVidia NForce4 SLI X16的双晶片双PCI-E 16x高。
- RD600 - 英特尔處理器版本，功能與RD580相同，分別在於北橋提供記憶體控制器，HyperTransport控制器換成前端匯流排 (FSB)控制器，與及使用舊式品牌名稱"Radeon Xpress 3200 CrossFire"。它可以支援Intel Core 2處理器。

## SB600規格
- 支援1个PATA通道
- 支援4个SATA II接口
- 支援RAID 0,RAID 1,RAID 5和RAID 10
- 支援10个USB2.0接口
- 支援HD Audio